# Botogolberget
Botogolberget (ryska Botogoskij golets) är ett bergsstråk i Sibirien, i östra delarna av Sajanbergen väster om Irkutsk och norr om Munku-Sardyk.
Botogolberget består på norra sidan av granit, på södra sidan av skiffer och kalksten. I närheten av Botogolberget ligger floden Uriks källområde, 250 kilometer sydväst om Tjeremchovo ligger den kända grafitgruvan Alibert, även kallad Mariinskij grafitnyj rudnik.